# Norra Skogsägarna
Norra Skogsägarna (Norra) är en av Sveriges fyra skogsägarföreningar. År 2018 hade föreningen 16 300 medlemmar som ägde 1,3 miljoner hektar skogsmark i Norrbotten, Lappland, Västerbotten och Ångermanland. Norra Skogsägarna har sitt huvudkontor i Umeå samt 23 lokalkontor, från Härnösand i söder till Övertorneå i norr. Föreningen har omkring 350 egna anställda. Därtill sysselsätter koncernen ungefär lika många personer i skogsentreprenad och transporttjänster. Industridelen Norra Timber omfattar två sågverk, två hyvlerier samt en stolpfabrik. Tillsammans producerar dessa industrier närmare 500 000 kubikmeter trävaror. Därtill produceras cirka 60 000 svarvade furustolpar per år. Av trävaruförsäljningen exporteras ungefär 57 procent. 2018 omsatte koncernen 2,5 miljarder kronor.

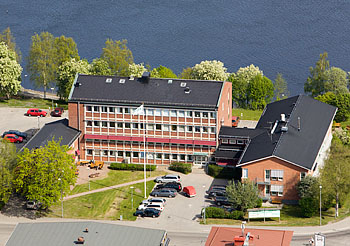
Norra Skogsägarnas huvudkontor

Föreningsstämmorna i Norra Skogsägarna och Norrskog tog den 7 februari 2020 beslut om att fusionera föreningarna till Norra skog under 2020.

## Familjeskogsbruk
Norra skogsägarnas huvudsakliga uppdrag är att företräda det privata skogsbruket, bland annat genom att verka för en långsiktigt tryggad avsättning av medlemmarnas skogsråvara. Föreningen driver egen skogsbruksverksamhet inom åtta virkesområden samt omfattande trävaruproduktion i egen industri och virkesförmedling av skogsråvara till extern industri. Norra Skogsägarna arbetar även med skoglig och ekonomisk rådgivning till enskilda privata skogsägare. Näringspolitiskt arbetar föreningen för att förbättra förutsättningarna för privatskogsbruket. Det kan handla om skogspolitik, ägande- och brukanderättsfrågor, markavsättningspolitik samt andra typer av politiska frågor som reglerar hur enskilda skogsägare får bruka sin skog.

## Träindustrier
Inom industridelen Norra Timber äger och driver Norra Skogsägarna tre träindustrier. Sävar såg, Kåge såg och Agnäs stolpfabrik. Därtill kommer hyvlerier i Sävar och Kåge. Sågverks- och förädlingsverksamheten är specialiserad mot produktion av norrländska gran- och furuvaror, främst för användning i byggnation och snickeri. Stolpfabriken i Agnäs producerar kraft- och telestolpar i olika längder och dimensioner. Merparten av produktionen levereras som obehandlade svarvade stolpar. Hela trävaru- och stolpsortimentet består av skogscertifierade och miljöcertifierade trävaror enligt PEFC. 

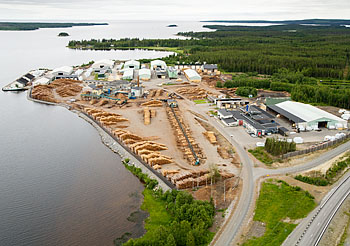
Kåge såg

## Marknad
Norra Skogsägarna producerar, marknadsför och säljer trävaror till mer än 20 internationella marknader. De största marknaderna är Sverige, Norge och Storbritannien. Omfattande försäljning sker även till ett flertal länder i övriga Europa samt Asien och Nordafrika. Koncernen är därtill en av Norrlands största leverantörer av biobränsle.

## Affärstidning
Norra Skogsägarna ger ut tidningen Norra Skogsmagasinet fyra gånger per år. Tidningen grundades 2006 och upplagan är TS-kontrollerad sedan 2010. TS-upplagan för helåret 2017 (per utgivningstillfälle) uppgick till 40 100 exemplar. Norra Skogsmagasinet ges ut både som papperstidning och e-tidning. ISSN 1653-5154.